# Sataspes hauxwelli
Sataspes hauxwelli är en fjärilsart som beskrevs av Nicéville 1900. Sataspes hauxwelli ingår i släktet Sataspes och familjen svärmare. Inga underarter finns listade.